# ترتج
ترتج هي قرية لبنانية من قرى قضاء جبيل في محافظة جبل لبنان.

## الموقع
تقع «ترتج» في أعالي قضاء جبيل على بقعة يبلغ متوسط ارتفاع نقطة السكن فيها عن سطح البحر 1150 م، وعلى مسافة 72 كلم عن بيروت.
تحتل رقعة مساحتها 1150 هكتاراً يتراوح ارتفاعها عن سطح البحر بين 1100 و1800 متر. 
يتألّف مجتمع ترتج اليوم من حوالى 3000 نسمة.[بحاجة لمصدر]

## أصل التسمية
وضع الباحثون عدة احتمالات لتفسير اسم ترتج، وجميعهم ردّوا الاسم إلى مقطعين آراميين سريانيين. وقد اتفقت الآراء حول المقطع الأول من الاسم الذي اصله: Tur أي جبل. أما المقطع الثاني فأرجع إلى Tag فأصبح الاسم Tur Tag وفسّر ب«الجبل النساء» أو «جبل التاج».[بحاجة لمصدر]

## تاريخ
وتدلّ البقايا الأثرية في ترتج على أنها قد سكنت منذ القدم من قبل الإنسان البدائي، ربّما في العصر البرونزي (نحو 2100- 1200 ق.م). وما يدل على ذلك، بقايا الهياكل العظمية المتحجّرة التي لا تزال آثارها في كهف طبيعي في محلّة ضهر المغر، وهو من الكهوف المثالية لسكن إنسان ذلك العصر، إضافة إلى بقايا خبث الحديد التي وجدت في بعض مناطق البلدة. ويؤكّد الباحثون على أن مصانع للحديد أكثر حداثة نسبياً قد أنشئت في بلدة دوما المجاورة، كانت تتزوّد بالمادة من جبال ترتج.[بحاجة لمصدر]
ومن بقايا الحقبة الفينيقية في ترتج أيضاً أنقاض معبد الإله «أفليج» الذي بني عليه لاحقاً دير على اسم القدّيس يوحنّا لم يبق منه اليوم سوى أنقاض، إضافة إلى بقايا معبد آخر قام عليه دير مار سركيس وباخوس.